# Siêu rắn
Siêu rắn là một vật liệu được sắp xếp theo không gian với các đặc tính siêu lỏng. Siêu lỏng là một trạng thái lượng tử đặc biệt của vật chất trong đó một chất chảy với độ nhớt bằng không.

## Bối cảnh
Heli-4 lỏng được Pyotr Kapitza, John F. Allen và Don Misener phát hiện cho thấy tính chất siêu lỏng khi nó được làm lạnh dưới nhiệt độ chuyển tiếp đặc trưng gọi là điểm lambda. Chuyển động siêu lỏng của các cặp electron (cặp Cooper) trong mạng tinh thể kim loại được làm mát cũng là cơ chế đằng sau tính siêu dẫn. Tuy nhiên, trước khi quan sát gần đây về hành vi giống như siêu lỏng trong helium-4 rắn, siêu lỏng được coi là một đặc tính dành riêng cho trạng thái chất lỏng, ví dụ như chất lỏng điện tử và neutron siêu dẫn, các chất khí có ngưng tụ BoseTHER Einstein chẳng hạn như helium-4 hoặc helium-3 ở nhiệt độ đủ thấp.
Sự siêu lỏng trong heli phát sinh từ chất lỏng thông thường bằng cách chuyển pha thứ hai (" chuyển tiếp lambda "). Trong một chất khí loãng của các hạt Bose, nó xuất hiện bởi sự chuyển pha thuộc lớp phổ quát của mô hình hình cầu. Trong màng helium lỏng, nó phát sinh từ chất lỏng thông thường nhờ quá trình chuyển đổi Kosterlitz-Thouless. Trong trường hợp helium-4, người ta đã phỏng đoán từ năm 1970 rằng có thể tạo ra một chất siêu rắn.
Trong hầu hết các lý thuyết về trạng thái này, người ta cho rằng các vị trí trống, các vị trí trống thường được chiếm bởi các hạt trong một tinh thể lý tưởng, tồn tại ngay cả ở độ không tuyệt đối. Những chỗ trống này được gây ra bởi năng lượng điểm không, điều này cũng khiến chúng di chuyển từ nơi này sang nơi khác dưới dạng sóng. Bởi vì vị trí tuyển dụng là boson, nếu những đám mây trống như vậy có thể tồn tại ở nhiệt độ rất thấp, thì sự ngưng tụ của Bose Tiết Einstein có thể xảy ra ở nhiệt độ thấp hơn vài phần mười kelvin. Một dòng chảy trống kết hợp tương đương với một "siêu dòng" (dòng không ma sát) của các hạt theo hướng ngược lại. Mặc dù có sự hiện diện của khí trống, cấu trúc được sắp xếp của một tinh thể vẫn được duy trì, mặc dù trung bình có ít hơn một hạt trên mỗi vị trí mạng tinh thể.
Giới thiệu về lý thuyết siêu rắn có thể được tìm thấy trong sách giáo khoa Superfluid States of Matter

## Thí nghiệm
Trong khi một số thí nghiệm mang lại kết quả âm tính, vào những năm 1980, John Goodkind từ UCSD đã phát hiện ra "sự bất thường" đầu tiên trong một vật rắn bằng cách sử dụng siêu âm. Lấy cảm hứng từ sự quan sát của mình, Eun-Seong Kim và Moses Chan tại Đại học bang Pennsylvania đã thấy những hiện tượng được hiểu là hành vi siêu rắn. Cụ thể, họ đã quan sát cái mà sau này họ đặt tên là Quán tính quay vòng phi cổ điển, một sự tách rời bất thường của heli rắn từ các bức tường chứa không thể giải thích được bằng các mô hình cổ điển nhưng phù hợp với sự phân tách giống như một phần trăm các nguyên tử từ phần còn lại của các nguyên tử trong thùng chứa. Nếu giải thích như vậy là chính xác, nó sẽ biểu thị sự phát hiện ra một pha lượng tử mới của vật chất.
Thí nghiệm của Kim và Chan tìm kiếm siêu dòng bằng "dao động xoắn". Để đạt được điều này, một bàn xoay được gắn chặt vào trục chính có lò xo; sau đó, thay vì quay với tốc độ không đổi, bàn xoay được chuyển động ban đầu theo một hướng. Lò xo làm cho bàn dao động tương tự như một bánh xe cân bằng. Một hình xuyến chứa đầy helium-4 rắn được gắn vào bàn. Tốc độ dao động của bàn xoay và hình xuyến phụ thuộc vào lượng vật rắn di chuyển với nó. Nếu có siêu lỏng không ma sát bên trong, thì khối lượng chuyển động với bánh rán sẽ ít hơn và dao động sẽ xảy ra với tốc độ nhanh hơn. Bằng cách này, người ta có thể đo lượng siêu lỏng tồn tại ở các nhiệt độ khác nhau. Kim và Chan nhận thấy có tới khoảng 2% nguyên liệu trong chiếc bánh rán là siêu lỏng. (Các thí nghiệm gần đây đã tăng tỷ lệ phần trăm lên hơn 20%). Các thí nghiệm tương tự trong các phòng thí nghiệm khác đã xác nhận những kết quả này. Một tính năng bí ẩn, không phù hợp với các lý thuyết cũ, là quá trình chuyển đổi tiếp tục xảy ra ở áp lực cao.
Các phép đo chính xác cao về áp suất nóng chảy của heli-4 đã không dẫn đến bất kỳ quan sát nào về sự chuyển pha trong chất rắn.